# سيني، كرواتيا
صينية (بالكرواتية: Sinj) هي مدينة في ولاية سبليت دالماسيا، كرواتيا ، ويبلغ عدد سكانها 25226 نسمة في عام 2011. 